# Rubik báo thù
Rubik báo thù là phiên bản 4x4x4 của Lập phương Rubik, phát minh của Peter Sebesteny. Ban đầu nó được gọi là Rubik Hiệu trưởng. Ngoài phiên bản của công ty Ideal Toys và Eastsheen (đã ngừng sản xuất), có nhiều phiên bản Rubik 4x4x4 được thiết kế cho việc giải nhanh của các hãng như MoYu, QiYi...

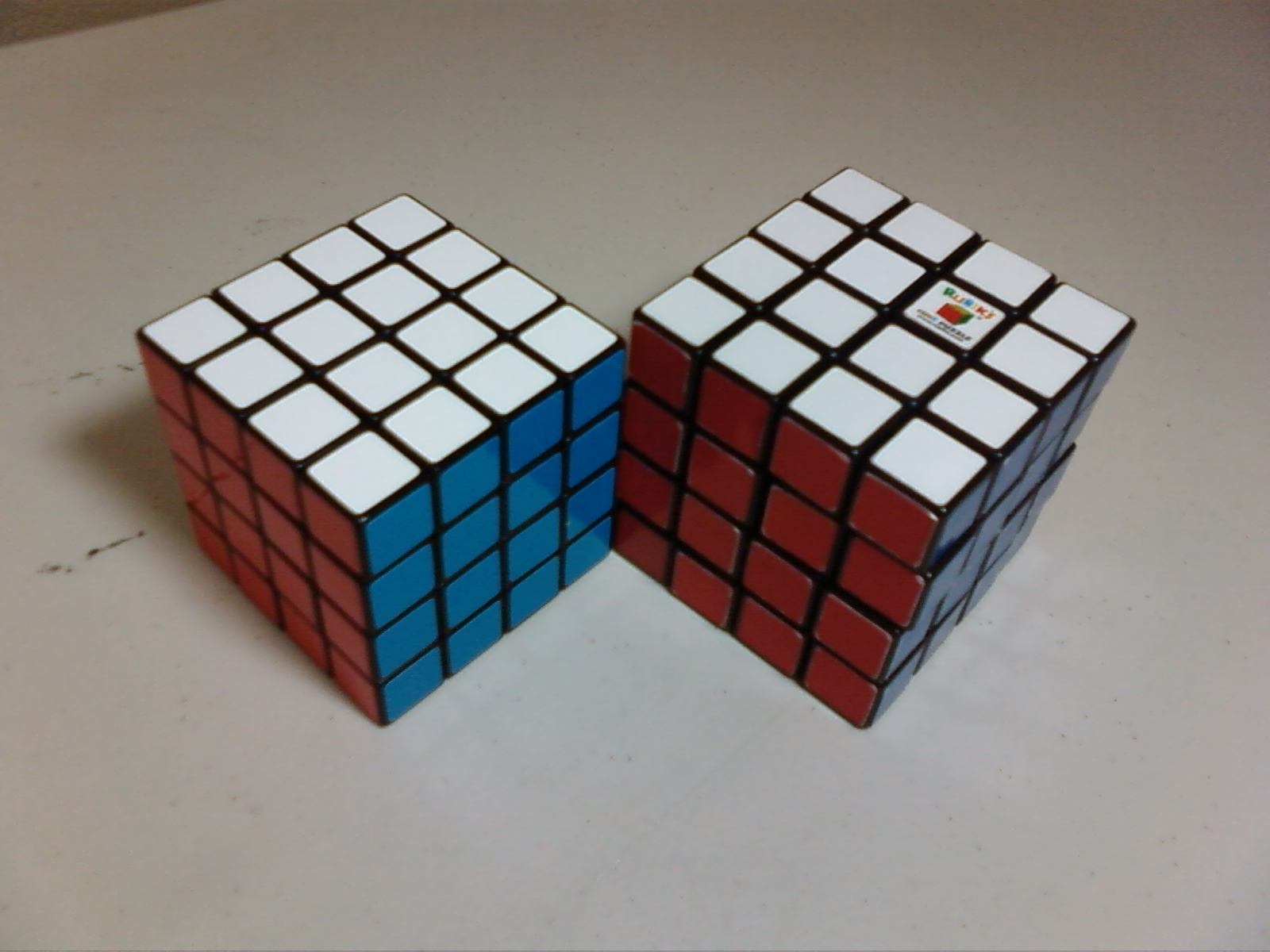
Rubik của hãng Eastsheen (trái) và Rubik dạng văn phòng (phải)

## Cấu tạo

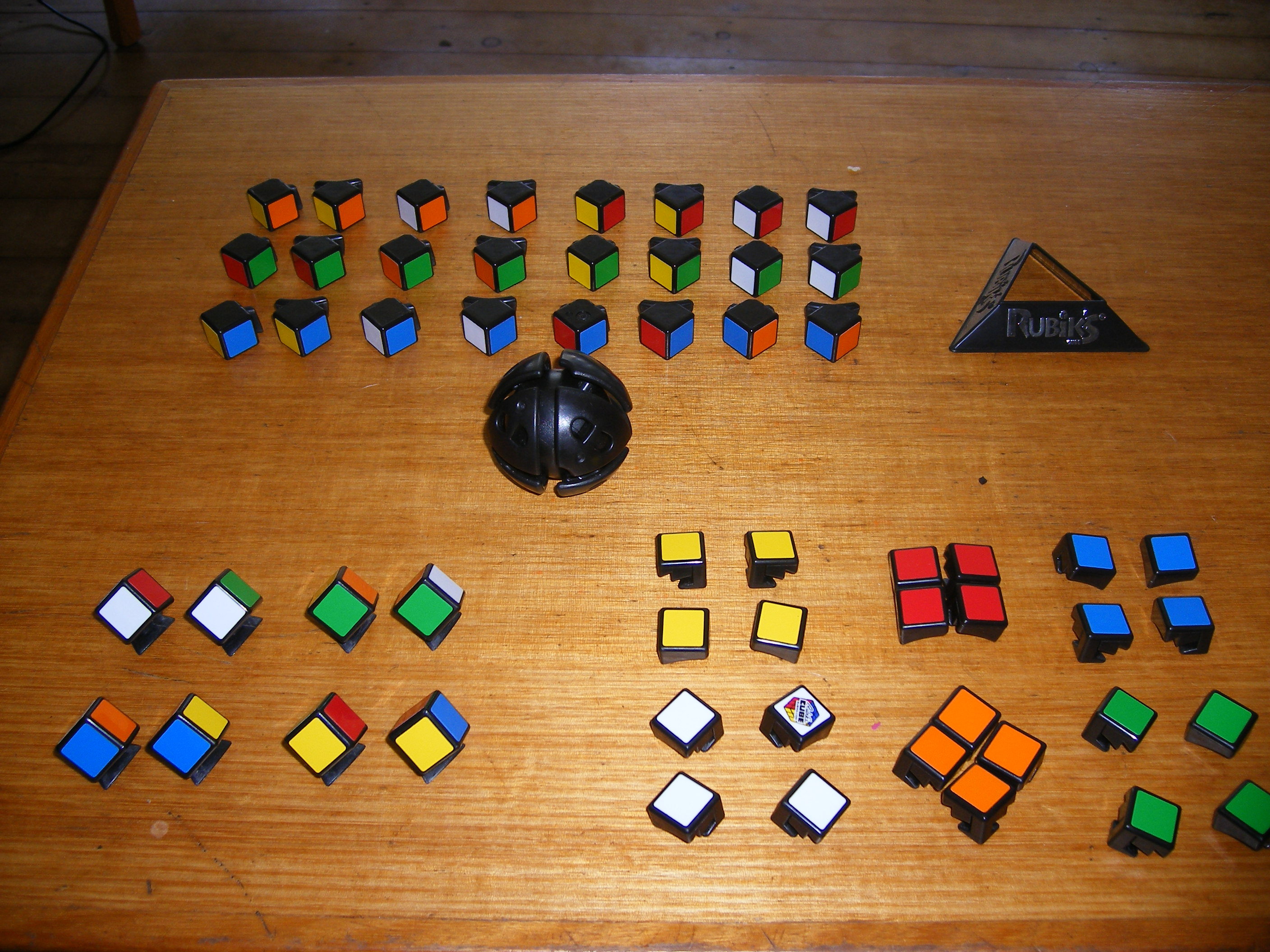
Khai triển của phiên bản đầu tiên Rubik báo thù

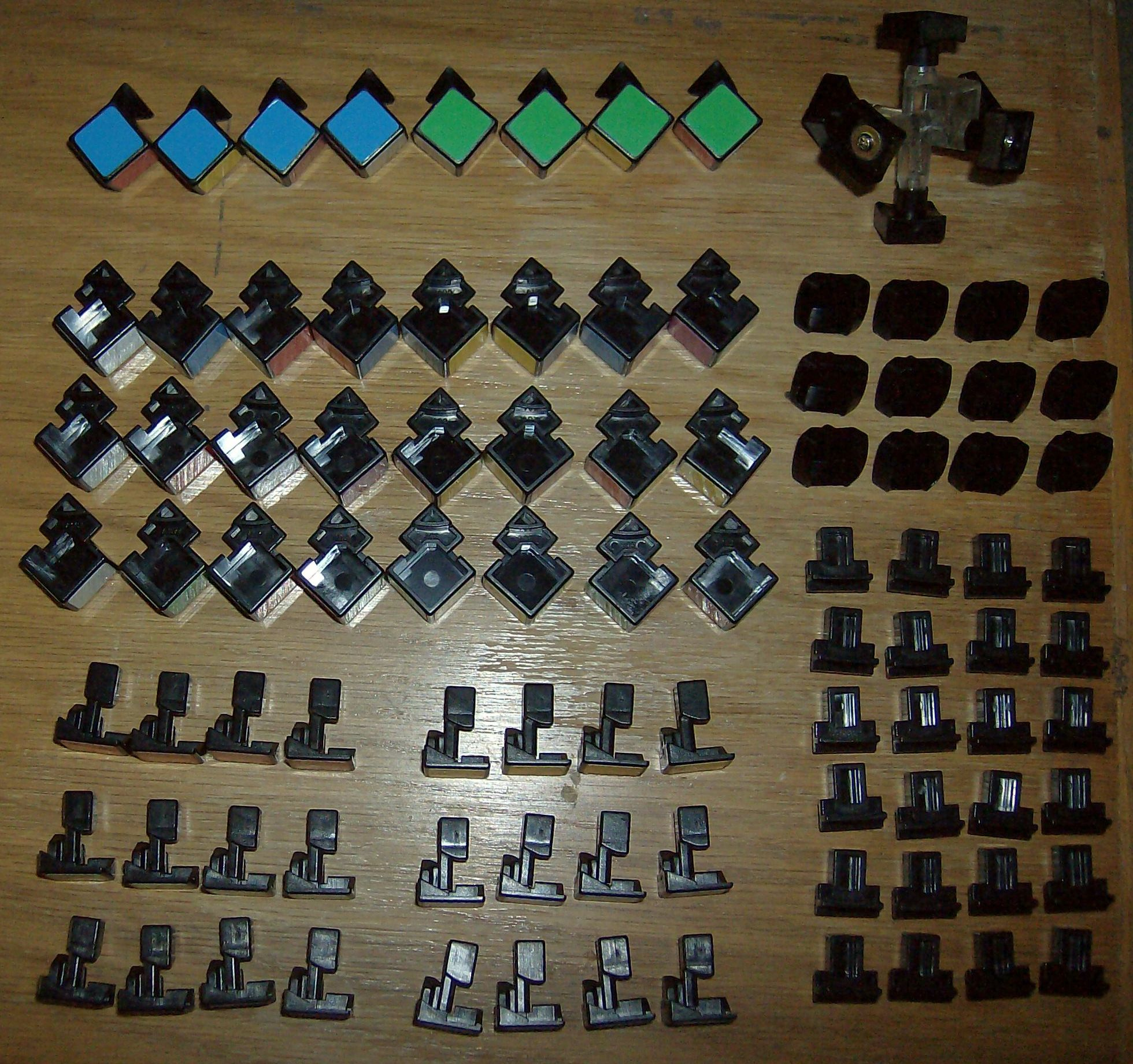
Khai triển phiên bản Eastsheen của Rubik báo thù

Mặc dù có nhiều phiên bản khác nhau song nhìn chung mọi Rubik 4x4x4 đều có khung cùng 56 khối ghép nhỏ (8 khối góc, 24 khối cạnh, 24 khối mặt). Khác với Rubik 3x3x3, nó không có tâm cố định do các tâm được tự do tạo hoán vị.
Phiên bản đầu tiên có kích thước mỗi cạnh 5 cm, sử dụng cơ chế khung cầu. Trên khung cầu có các rãnh vuông góc lẫn nhau tại các giao điểm dùng để tựa khối tâm, các khối cạnh tựa vào khối tâm và các khối góc tựa vào khối cạnh. Để tháo rời, chỉ cần xoay một mặt 30 độ và lắc một khối cạnh đến khi rời ra.
Phiên bản của Eastsheen có kích thước 6 cm, sử dụng một cơ chế khác. Khung của nó nối với các khối bởi trung gian là các mảnh cầu nối, chúng có vai trò giống như khung cầu. Các phiên bản của Eastsheen có mặt tím thay thế cho mặt cam.
Các phiên bản được tối ưu để giải nhanh ngày nay có kích cỡ từ 60 đến 62mm, sử dụng các thiết kế nhìn chung là cải tiến của thiết kế của Eastsheen.

## Số hoán vị
Giống như mọi lập phương Rubik khác thì 8 khối góc có thể tạo ra 8!×37 hoán vị.
Hai mươi tư khối tâm có thể tạo được 24! hoán vị khác nhau. Tuy nhiên những khối này thực chất là 6 nhóm màu, mỗi nhóm 4 khối cho nên sẽ có 24!/(4!6) hoán vị tâm.
Theo cách đó thì hoán vị riêng của 24 khối cạnh không còn hiệu lực do chúng bất đối. Điều đó có nghĩa là các khối cạnh đều phân biệt và tạo ra mọi loại hoán vị có thể, tức 24! hoán vị.
Ngoài ra Rubik 4x4x4 nói riêng và bậc chẵn nói chung còn có các bộ 24 hoán vị đồng nhất, điều không xảy ra ở bậc lẻ.
Như vậy tổng số hoán vị là:
{\displaystyle {\frac {8!\times 3^{7}\times 24!^{2}}{4!^{6}\times 24}}\approx 7.40\times 10^{45}.}
Con số chính xác là 7 401 196 841 564 901 869 874 093 974 498 574 336 000 000 000 hoán vị.

## Thuật giải
Cách giải đơn giản nhất là gộp các khối tâm và cạnh cùng màu vào với nhau để quy về giải Rubik 3×3×3. Tuy nhiên trong một số trường hợp có thể xảy ra các vị thế không thể xảy ra trên Rubik 3x3x3 như sau:
- Một cặp khối cạnh bị lật ngược so với vị trí chính xác.
- Hai là có hai cặp khối cạnh bị đổi vị trí cho nhau theo cách không thể có trên Rubik 3x3x3.

Những lỗi này rất khó tránh trong khi giải thông thường và người giải sẽ phải sử dụng những công thức đặc biệt khi gặp những trường hợp này.

## Kỷ lục
Kỷ lục giải Rubik 4x4x4 hiện tại thuộc về Max Park tại giải Bay Area Speedcubin' 29 PM 2022 với thời gian là 16.79 giây giải đơn. Kỉ lục thế giới trung bình trong 5 lần giải là 19.38 giây thuộc về Max Park tại giải Arizona Speedcubing Spring 2023.

## Hình ảnh

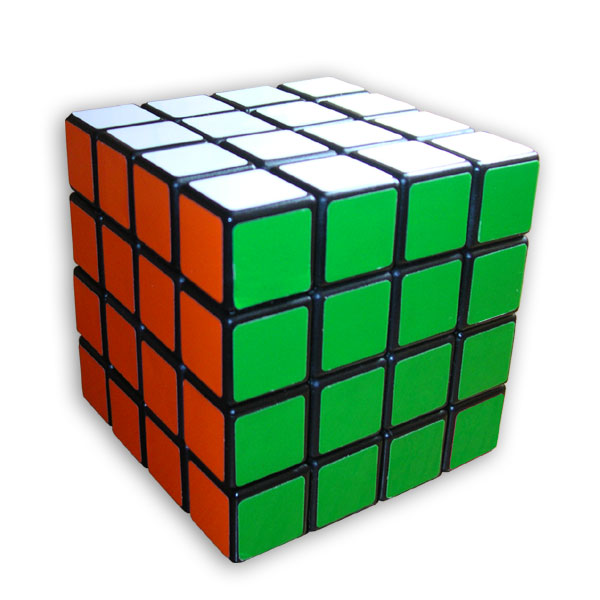
Rubik báo thù đã giải
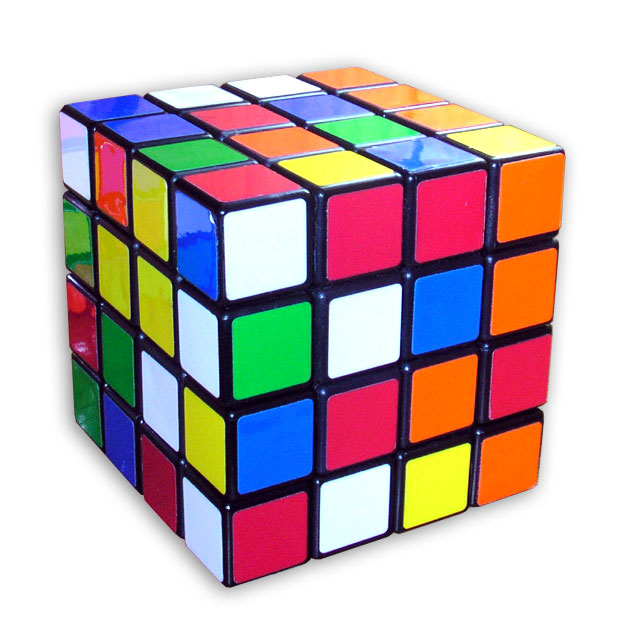
Rubik báo thù đã xáo trộn
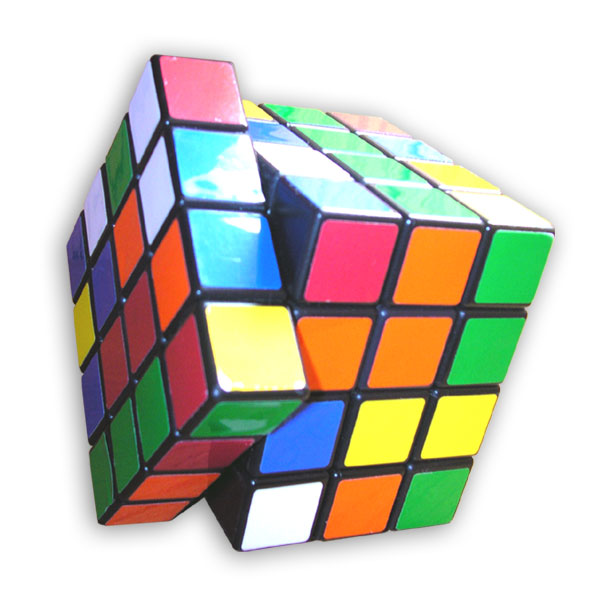
Rubik báo thù đang xoay